# Nati nel 985
| Questa pagina contiene informazioni ricavate automaticamente dalle voci biografiche con l'ausilio del template Bio e di un bot. L'aggiornamento è periodico e automatico e ricostruisce completamente la pagina. Se manca una persona in questa lista, sei pregato di non aggiungerla, ma accertati piuttosto che la sua voce biografica contenga il template Bio e che i dati anagrafici siano correttamente compilati. Se il template Bio manca, inseriscilo tu stesso o, in alternativa, metti l'avviso {{tmp\|Bio}} che ne segnala la mancanza. Se i dati riportati sono sbagliati, correggi direttamente la voce biografica; le modifiche saranno visibili in questa lista entro pochi giorni. Per chiarimenti vedi il progetto biografie. La lista contiene solo le 7 persone che sono citate nell'enciclopedia e per le quali è stato implementato correttamente il template Bio. Pagina aggiornata al 18 mag 2025. |

- 13 agosto - Al-Hakim, imam († 1021)
- Aldemaro di Capua, abate e santo italiano († 1070)
- Bonifacio di Canossa, nobile († 1052)
- Eccardo II di Meißen, nobile tedesco († 1046)
- Giovanni Gualberto, abate e santo italiano († 1073)
- Abu al-Walid Marwan ibn Janah, medico, farmacologo e linguista spagnolo († 1050)
- Radbot, nobile tedesco († 1045)